# Леди Шалот смотрит на Ланселота
«Леди Шалот смотрит на Ланселота» (англ. The Lady of Shalott Looking at Lancelot) — картина Джона Уильяма Уотерхауса, написанная маслом на холсте и завершённая им в 1894 году. В 1895 году Художник подарил её Художественной галерее Лидса. На картине изображена сцена из баллады английского поэта викторианской эпохи Альфреда Теннисона «Волшебница Шалот», основанной на средневековой легенде об Элейне из Астолата из Артуровского цикла.
На картине Уотерхаус изобразил поворотный момент из поэмы, когда дева, которой по неведомой причине нельзя было отрываться от ткацкого станка и смотреть в окно, увидела в нём Ланселота. Волшебница Шалот смотрит на рыцаря, зная, что навлекла на себя проклятье, её ноги спутаны нитями.
В 2003 году был обнаружен считавшийся утраченным масляный эскиз картины, который давно был куплен рыбаком из Исландии. 

## Описание

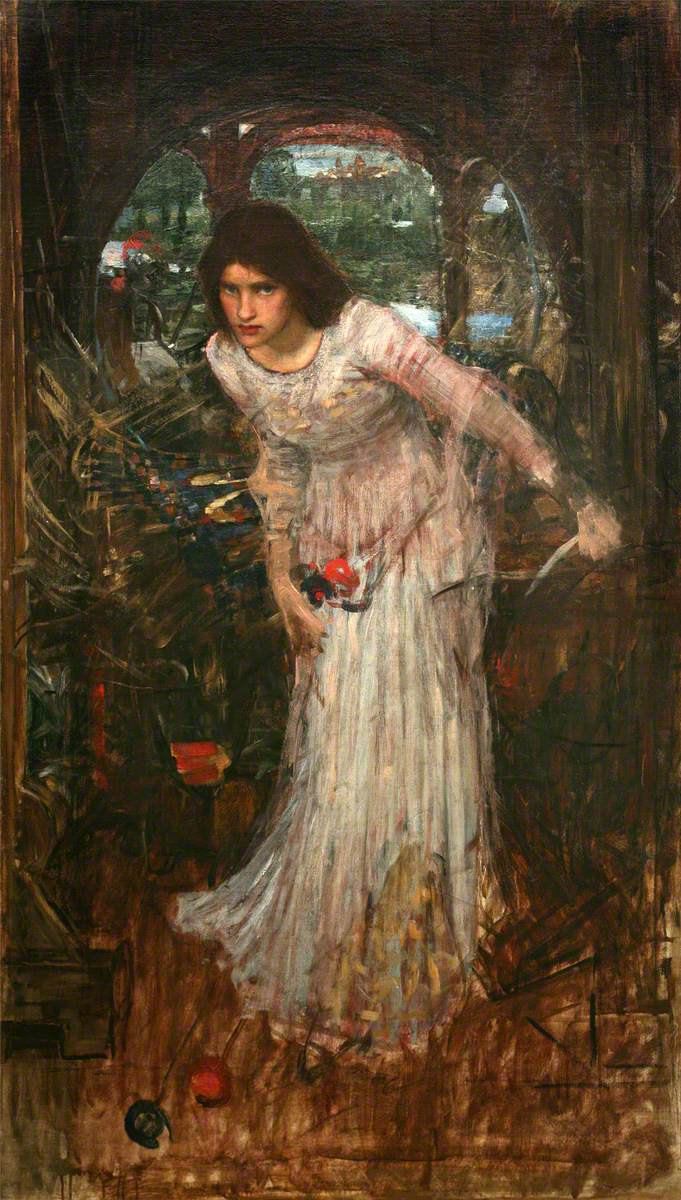
Эскиз, которому многие критики отдают предпочтение за живость и свободную манеру письма кистью

Это вторая из трёх крупных картин Уотерхауса, изображающих сцены из поэмы Теннисона, первая — «Волшебница Шалот» 1888 года и третья — «„О, я от призраков — больна!“ — печалилась Шалот» в 1915 году.
В поэме Теннисона леди Шалот заключена в башне на острове недалеко от Камелота. На девушку наложено проклятье, которое сбудется, если она посмотрит в окно на Камелот. Она плетёт гобелен, рассматривая внешний мир через отражения в зеркале позади неё. На картине изображена ключевая сцена третьей части поэмы: в зеркале леди видит «отважного сэра Ланселота»; вид красивого рыцаря и звук его пения уводят её от ткацкого станка к окну, золотая пряжа опутывает её ноги, а зеркало трескается, обрушивая на неё проклятие. Девушка покидает башню, чтобы переплыть реку на лодке, но встречает свою смерть так и не достигнув Камелота.

Порвалась ткань с игрой огня,
Разбилось зеркало, звеня,
«Беда! Проклятье ждёт меня!» —
Воскликнула Шалот.
Оригинальный текст (англ.)
Out flew the web and floated wide;
The mirror crack'd from side to side;
„The curse is come upon me,“ cried
The Lady of Shalott.

Треснувшее зеркало на заднем плане показывает часть сцены, перекликаясь с приёмом, использованным в картине Уильяма Холмана Ханта 1853 года «Пробудившийся стыд». Такой же приём Хант использовал в своей версии «Леди из Шалот» (1888–1905). На картинах Ханта и Уотерхауса леди опутывают нити ткацкого станка, она сопротивляется, чтобы посмотреть в окно на Ланселота. Этих подробностей не было в поэме и такая вольность не понравилась Теннисону.

## Утерянный эскиз
В 2003 году в Исландии был обнаружен масляный эскиз картины, который отличается от финальной версии деталями. На одной из фотографий художника, хранящейся в Национальной портретной галерее в Лондоне, изображён Уотерхаус с эскизом на мольберте. Эскиз исчез, когда была продана студия после смерти Уотерхауса в 1917 году. Масляный эскиз был куплен недорого рыбаком из Исландии, поклонником творчества прерафаэлитов. Когда хозяин картины был найден, он пожелал продать произведение, узнав о его ценности. Он посчитал масляный набросок во многом оригинальнее готовой картины: в готовой картине Уотерхаус смягчил потрясённое выражение лица девушки, сделав её условно более красивой и заменил огненно-красное платье на белое. В 2003 году эскиз был продан на аукционе.